# Hekelingen en Vriesland
De polders Hekelingen en Vriesland  vormden een waterschap in de gemeente Nissewaard (voorheen Hekelingen en daarna Spijkenisse) in de Nederlandse provincie Zuid-Holland. Het waterschap was in 1811 gevormd uit het gelijknamige Ambacht. In 1858 werd de polder Braband eraan toegevoegd.
Het waterschap was verantwoordelijk voor de waterhuishouding in de polders.